# Caluromyinae
Sous-famille
Les Caluromyinés (Caluromyinae) sont des marsupiaux, ils forment une sous-famille d'opossums d'Amérique.

## Liste desgenres
Selon BioLib (10 mai 2025) :
- Caluromys J. A. Allen, 1900
- Caluromysiops Sanborn, 1951
- Glironia Thomas, 1912